# Freixenet

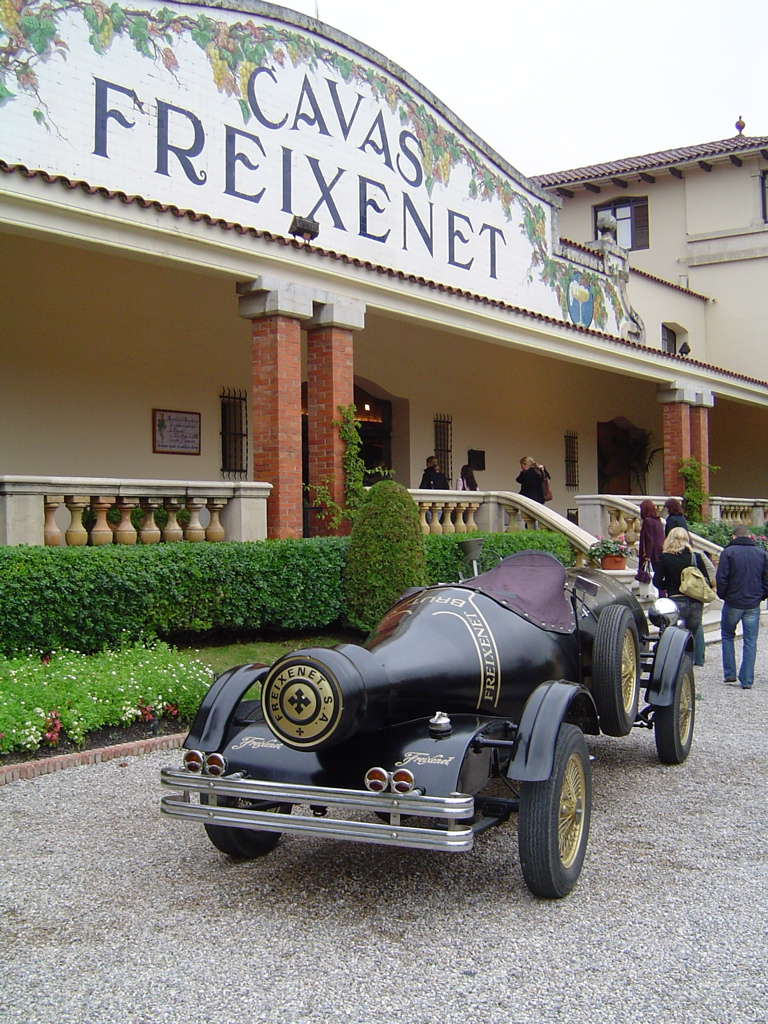
Sede da Freixenet.

Freixenet (ˌfɾəʃə'nɛt) é uma empresa fabricante de cavas, localizada a oeste de Barcelona, na Catalunha, Espanha. A Freixenet é uma das maiores e mais famosas produtoras do cava, um vinho espumante espanhol similar ao champanhe francês, que a empresa produz em escala, quantidade e qualidade similar ao célebre champanhe francês Moët et Chandon.

## História
A Freixenet foi fundada logo depois da união de duas famílias espanholas com uma longa tradição em viticultura; os Ferrers, donos de uma área de cultivo utilizada desde o século XII, La Freixeneda, em Sant Quintí de Mediona, na região do Alt Penedès, e os Salas, viticultores desde 1830 e fundadores da Casa Sala, uma exportadora de vinhos para a América Latina, em Sant Sadurní d’Anoia.
Por volta do fim do século XIX, Dolores Sala Vivé, neta do fundador da Casa Sala, se casou com Pedro Ferrer Bosch, da Freixeneda. Este período viu a perda gradual das colônias espanholas, e a diminuição da produção de uvas devido à praga de nome phylloxera, que destruiu diversas vinhas de uva vermelha por toda a Europa. Inspirados pelo sucesso do champagne, Codorniu e outros encorajaram os propretários de vinhas a replantá-las, com variedades de uva branca como Macabeo, Parellada e Xarel·lo, e usá-las para a produção de vinhos espumantes. Estas uvas até hoje são as principais variedades usadas no cava hoje em dia, embora alguns produtores estejam experimentando com o uso de uvas de Champagne, como Chardonnay e Pinot noir.
Como resultado, os recém-casados uniram-se ao pai de Dolores e mudaram o foco do negócio da família Sala para os espumantes, feitos pelo método tradicional, ou champenoise. O nome da empresa veio do nome da propriedade onde ela começou a ser cultivada, La Freixeneda.
Durante a Guerra Civil Espanhola a família perdeu a empresa, porém recuperou-a com o término do conflito, graças aos esforços de Dolores Sala e sua filha. Em 1941 conseguem lançar o seu produto mais vendido até hoje, a cava "Carta Nevada" (engarrafada momentos antes da primeira fermentação) e, sob o controle de José Ferrer, no fim da década de 1950, a empresa consegue melhorar a sua situação comercial e se torna uma das principais produtoras do cava. Em 1974 a Freixenet lançou o "Cordón Negro".

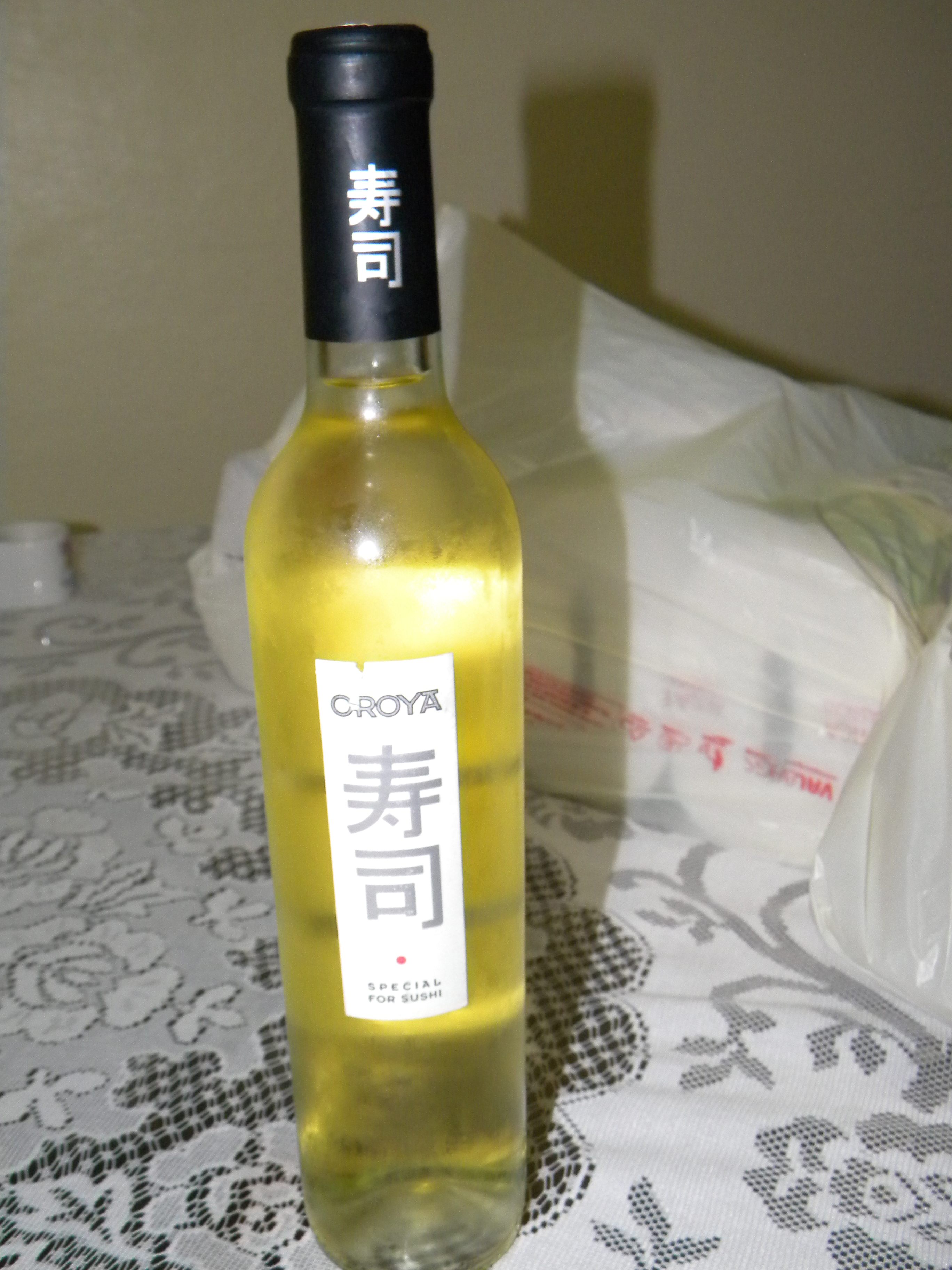
Vinho Oroya, especial para sushi.

## Vinhos
A empresa também comercializa diversas marcas, além da tradicional Freixenet:
- Segura Viudas
- René Barbier
- Castellblanch
- Canals&Nubiola
- Conde de Caralt
- Vionta
- Morlanda
- Valdubón
- Henri Abelé
- Gloria Ferrer
- Sala Vivé
- Wingara Wine Group
- Yvon Mau
- Fra Guerau
- Viento Sur
- Arerunguá
- Solar Viejo
- Oroya (vinho para acompanhar sushis)
- Terra Nova

## Sedes

### Espanha
- Sant Sadurní d'Anoia, Catalunha
- Laguardia, País Basco
- Corunha, Galiza
- Las Palmas, Grã-Canária, Ilhas Canárias
- Madri
- Santander
- Sevilha

### Sedes internacionais
- Wiesbaden, Alemanha
- Nova York, Nova York, Estados Unidos
- Sonoma, Califórnia, EUA
- Crowthorne, Berkshire, Reino Unido

## Prêmios

### Reserva Real
- 2005 - medalha de bronze „The International Wine and Spirit Competition 2005“, Londres
- 2007 - medalha de ouro  „Vinordic Wine Challenge 2007“, Estocolmo
- 2008 - medalha de prata „VIII Conculusio Internacional de Vinos Bacchus 2008“

### Cuvée D.S. 2001
- 2006 - medalha de bronze „The International Wine and Spirit Competition 2006“, Londres

### Cuvée D.S. 2002
- 2007 - medalha de prata „International Wine & Spirit Competition 2007“, Londres
- 2007 - medalha de bronze „Challenge International du Vin 2007“, Bordeaux

### Brut Nature 2003
- 2007 - medalha de bronze „International Wine & Spirit Competition 2007, Londres